# Cui Yongmei
Cui Yongmei (em chinês:  崔 咏梅; 23 de janeiro de 1969) é uma ex-jogadora de voleibol da China que competiu nos Jogos Olímpicos de 1988 e 1996.
Em 1988, ela fez parte da equipe chinesa que conquistou a medalha de bronze no torneio olímpico, no qual atuou em quatro partidas. Oito anos depois, ela participou de oito jogos e ganhou a medalha de prata com o conjunto chinês no campeonato olímpico de 1996.